# Glete de Alcântara
Glete de Alcântara (São Sebastião do Paraíso, 24 de junho de 1910 – São Paulo, 3 de novembro de 1974) foi uma pioneira enfermeira, pesquisadora e professora universitária brasileira.
Docente da Universidade de São Paulo, Glete reiterava a importância das ciências sociais na profissão de enfermagem. Foi pioneira ao defender a primeira tese de cátedra de um Enfermeiro na América Latina, junto à Faculdade de Medicina de Ribeirão Preto da Universidade de São Paulo.

## Biografia
Glete nasceu na cidade de São Sebastião do Paraíso, em Minas Gerais. Era filha de José Proença de Alcântara e Maria Pimenta de Alcântara, a mais velha entre os dez filhos do casal (seis mulheres e quatro homens). Com a morte da mãe, acabou encarregada do cuidado e educação dos irmãos. Em 1928, Glete se formou pela Escola Normal da Praça da República, em São Paulo, depois nomeada para Instituto de Educação Caetano de Campos, tendo exercido o magistério por algum tempo.
Em 1930, concluiu o curso de educadora sanitária, Instituto de Hygiene da USP, atual Faculdade de Saúde Pública da Universidade de São Paulo. Em 1940, por intermédio da Fundação Rockefeller, a enfermeira Mary Elizabeth Tennant iniciou as discussões sober a criação de uma escola de enfermagem que viria a ser a atual Escola de Enfermagem da Universidade de São Paulo (EE-USP), cumprindo o convênio firmado, em 1925, entre o Governo do Estado de São Paulo e a Fundação Rockefeller.
A nova escola de enfermagem carecia de um corpo docente qualificado, assim a Fundação Rockefeller se dispôs a conceder bolsas de estudo para que educadoras sanitárias pudessem adquirir a formação no exterior. A escolha das primeiras bolsistas ficou a cargo do diretor do Instituto de Hygiene, Geraldo de Paula Souza, que selecionou Maria Rosa S. Pinheiro e Zilda de Carvalho. Para as bolsas do ano seguinte, Maria Rosa indicou Glete de Alcântara e de Lucia Jardim. As quatro educadoras iniciaram o curso de enfermagem pela Universidade de Toronto.
Com o início da Segunda Guerra Mundial, todas as bolsas novas da fundação foram canceladas em 1942, mantendo apenas as que já estavam em curso.

## Carreira
Com o curso de Enfermagem Geral e Enfermagem de Saúde Pública, concluído em 1944, Glete validou seu diploma na Escola de Enfermagem Anna Nery (hoje pertencente à Universidade Federal do Rio de Janeiro) e ingressou como docente na nova Escola de Enfermagem da Universidade de São Paulo. Foi contratada como professora de Técnica de Enfermagem, entre 1945 e 1952, que depois teve seu nome mudado por Glete para Introdução à Enfermagem. Também lecionou Enfermagem Médica, de 1945 a 1947.
Buscando ampliar seu currículo e aptidões, Glete começou o curso de licenciatura em ciências sociais pela Universidade de São Paulo. Com bolsa da Fundação Kellogg, partiu para os Estados Unidos, entre setembro de 1950 a agosto de 1951, onde obteve o mestrado pela Universidade Columbia.
Em 1951, a comissão de ensino da universidade apresentou ao Conselho Universitário o relatório sobre a instalação de uma segunda Faculdade de Medicina na USP, a Faculdade de Medicina de Ribeirão Preto (FMRP-USP), mencionando a necessidade de inclusão de uma Escola de Enfermagem anexa, já que a enfermagem é um fator decisivo para o bom funcionamento hospitalar. Em dezembro de 1951 foi criada a Escola de Enfermagem de Ribeirão Preto da USP anexa à faculdade de medicina. Glete foi convidada a organizar e dirigir a nova Escola de Enfermagem.
Glete reiterava a necessidade de ensinar as ciências sociais articulada ao ensino da Enfermagem, assim como a importância de correlacionar os aspectos preventivos da Enfermagem a todas as disciplinas do curso e incluir o ensino teórico e prático de administração aplicada à enfermagem, de psicologia educacional e de didática. Sua tese de defesa de cátedra ainda hoje é material de referência para todos os enfermeiros da América Latina.
Após 18 anos à frente da direção da escola de enfermagem de Ribeirão Preto, Glete deixou o cargo de diretora e se tornou vice-diretora da instituição, com o cargo de professora titular. Quando se aposentou em 1972, ela retornou para a escola de enfermagem da capital paulista. Neste mesmo ano, foi eleita presidente pela segunda vez da Associação Brasileira de Enfermagem.

## Morte
Glete ficou doente em 1972 e foi transferida para seu apartamento, onde ficou aos cuidados das irmãs e amigas. Ela morreu em São Paulo, em 3 de novembro de 1974, aos 64 anos. Glete foi figura vital para a profissionalização da carreira de enfermeiros, além de ajudar a implantar o Conselho Federal de Enfermagem e os Conselhos Regionais de Enfermagem em todo o território nacional.
A Escola Estadual Professora Glete de Alcântara, em Ribeirão Preto, é em sua homenagem. O Prêmio “Glete de Alcântara” foi instituído em 1989 pela Associação Brasileira de
Enfermagem e destina-se exclusivamente a estudantes de Graduação em Enfermagem.